# 테이데 1

테이데 1(Teide 1)은 갈색왜성으로 판명된 최초의 천체이다. 이 갈색왜성은 플레이아데스성단에 있으며, 지구로부터 약 400광년 떨어져 있다. 이 행성은 1995년 갈색왜성으로 확인되었다.
테이데 1의 밝기는 겉보기 등급으로 17.76으로, 너무 어둡기 때문에 망원경을 이용해서 보아야 한다. 만약 이 천체를 10파섹 거리로 가지고 올 경우 겉보기 밝기는 70배 증가할 것이다.
질량은 목성의 55배이지만, 항성이 되기 위한 최소 조건에는 미치지 못한다. 이 정도 질량은 리튬을 태울 수는 있으나 우리 태양과 같이 수소 핵융합을 하기에는 작다.
반지름은 태양의 1/5 정도이며 표면온도는 2200K이다. 광도는 태양의 1/1000이다. 너무 어둡기 때문에 만약 테이데 1을 공전하는 행성이 있다고 하더라도 그 행성에 생명체가 존재하기는 어려울 것이다. 또한 갈색왜성의 일반적 성향처럼 테이데는 서서히 식어가고 있는데, 약 10억 년 후 이 천체의 표면온도는 1700K까지 내려갈 것으로 보인다.
테이데 1의 나이는 매우 젊어서, 약 1억 2천만 년에 불과한 것으로 보인다. 이는 우리 태양 연령의 1/30에 불과하다.

## 같이 보기
- 갈색 왜성
- 적색 왜성